# ビリー・ジーン
「ビリー・ジーン」(Billie Jean) は、1983年にマイケル・ジャクソンが発表した楽曲、及び同曲を収録したシングル。アメリカのビルボード誌では、1983年3月5日に、週間ランキング第1位を獲得。ビルボード誌1983年年間ランキングは第2位。
2021年版の『ローリング・ストーンの選ぶオールタイム・グレイテスト・ソング500』に於いて、44位にランクイン。

## 概要
アルバム『Thriller』からの第2弾シングルであり、マイケルの経歴における最大のヒット曲である。1983年の『モータウン25周年記念コンサート』の際、この曲に合わせてムーンウォークを初披露し大きな話題となり、エミー賞にもノミネートされた。それ以後、この曲のパフォーマンスで常時身につけられる衣装（黒いジャケットと帽子、スパンコール付きの白い手袋と靴下など）とともに、マイケルの代名詞ともいえる存在となった。
歌詞の内容は事実に基づいたものではないとされているが、ストーカーに遭遇したマイケル自身または兄ジャッキー・ジャクソンの実体験を基にして作られたのではないかとの推測も存在した。
1988年に出版された自伝『ムーンウォーク』によれば、 プロデューサーのクインシー・ジョーンズは、人々が「Billie Jean」から女子プロテニス選手のビリー・ジーン・キングを連想することを危惧して、「Not My Lover」の題名で発表することを勧めていたという。これに対し、マイケルは「実在する誰のことでもない」と強調し、自らのアイデアを貫いた。
また、マイケルは「この曲はあなた達の"I can't go for that"にヒントを得て作った」とホール&オーツに語っている。
この曲は後に『Greatest Hits』・『Number Ones』・『The Ultimete Collection』・『The Essential Michael Jackson』・『King Of Pop』の各国版及び『THIS IS IT』にも収録された。
Victory Tour以降のライブでは、CD版と違いフェードアウトはせずにドラムをバックにダンスのパフォーマンスが入り、最後に客席に向けて帽子を投げて締めるパフォーマンスが定番となっていた。

## 評価
マイケルの曲の中でも特に人気が高く、YouTubeにおける公式ミュージック・ビデオはマイケルの曲で初となる10億回再生を2021年に達成している。YouTubeでミュージック・ビデオが10億再生を突破するのは1980年代の曲としては、ガンズ・アンド・ローゼズの「スウィート・チャイルド・オブ・マイン」、a-haの「テイク・オン・ミー」に続く3作目である。
「ビリー・ジーン」は多くの賞や名誉を得た。第26回グラミー賞では8部門受賞した中で「ビリー・ジーン」に対して最優秀R&Bソング賞と最優秀男性R&Bヴォーカル・パフォーマンス賞が与えられた。ビルボード・ミュージック・アワードではフェイヴァリット・ダンス/ディスコ 12" LP賞を受賞。ビルボードの雑誌の投票では「ビリー・ジーン」は「ブラック・シングル・オブ・ザ・ディケイド（=10年間)」に選ばれた。アメリカン・ミュージック・アワードではフェイヴァリット・ポップ/ロック・シングル賞を獲得し、キャッシュボックスのアワードでは最優秀ポップ・シングルと最優秀ブラック・シングルの2部門に選ばれた。カナディアン・ブラックミュージック・アワードではトップ・インターナショナル・シングル賞に選ばれ、ブラック・ゴールド・アワードでは年間シングル賞を受賞した。
「ビリー・ジーン」は売上げの面でも賞を受賞しており、音楽ビジネス協会では1984年のベストセラー・シングルにこの曲が選ばれた。
1989年、シングルの通常盤はアメリカレコード協会によってプラチナ認定された。2022年8月29日にはアメリカにおけるこの曲のデジタル・セールスがダイアモンド認定された。

## 収録曲
7" single (Epic EPCA 3084 (CBS))
1. "Billie Jean" – 4:55
2. "It's the Falling in Love" – 3:46

7" single (Epic 15-06453)
1. "Billie Jean" – 4:50
2. "Beat It" – 4:11

12" maxi (Epic 12-3084)
1. "Billie Jean" – 6:20
2. "Billie Jean" (instrumental) – 6:20

## チャート

### ウィークリー・チャート
| チャート (1983)                                                 | 最高 順位 |
| --------------------------------------------------------------- | --------- |
| オーストラリア (ケント・ミュージック・レポート)                 | 1         |
| オーストリア (Ö3 Austria Top 40)                                | 2         |
| ベルギー (Ultratop 50 Flanders)                                 | 1         |
| カナダ トップシングルス (RPM)                                   | 1         |
| ヨーロッパ (Eurochart Hot 100)                                  | 1         |
| フィンランド (スオメン・ヴィラリネン・リスタ)                   | 2         |
| フィンランド / ジュークボックス(スオメン・ヴィラリネン・リスタ) | 2         |
| France (IFOP)                                                   | 1         |
| ドイツ (GfK Entertainment charts)                               | 2         |
| アイルランド (IRMA)                                             | 1         |
| イタリア (Musica e Dischi)                                      | 1         |
| オランダ (Dutch Top 40)                                         | 2         |
| オランダ (Single Top 100)                                       | 4         |
| ニュージーランド (Recorded Music NZ)                            | 2         |
| ノルウェー (VG-lista)                                           | 5         |
| 南アフリカ (Springbok Radio)                                    | 2         |
| スペイン (AFYVE)                                                | 1         |
| スウェーデン (Sverigetopplistan)                                | 2         |
| スイス (Schweizer Hitparade)                                    | 1         |
| UK シングルス (OCC)                                             | 1         |
| US Billboard Hot 100                                            | 1         |
| US Billboard Adult Contemporary                                 | 9         |
| US Billboard Hot Black Singles                                  | 1         |
| US Cash Box                                                     | 1         |
| ジンバブエ                                                      | 3         |

| チャート (2006–2024)                       | 最高 順位 |
| ------------------------------------------ | --------- |
| オーストラリア (ARIA)                      | 7         |
| オーストリア (Ö3 Austria Top 40)           | 13        |
| ベルギー (Back Catalogue Singles Flanders) | 1         |
| カナダ (Hot Canadian Digital Singles)      | 6         |
| デンマーク (Tracklisten)                   | 8         |
| ヨーロッパ (Eurochart Hot 100)             | 9         |
| フィンランド (Suomen virallinen lista)     | 11        |
| フランス (SNEP)                            | 45        |
| フランス (SNEP) Download Chart             | 1         |
| Global 200 (Billboard)                     | 137       |
| アイルランド (IRMA)                        | 11        |
| イタリア (FIMI)                            | 3         |
| 日本 (Japan Hot 100)                       | 76        |
| オランダ (Dutch Top 40)                    | 3         |
| オランダ (Single Top 100)                  | 3         |
| ニュージーランド (Recorded Music NZ)       | 15        |
| ノルウェー (VG-lista)                      | 5         |
| ポーランド (Polish Airplay Top 100)        | 59        |
| スペイン (PROMUSICAE)                      | 1         |
| スウェーデン (Sverigetopplistan)           | 3         |
| スイス (Schweizer Hitparade)               | 2         |
| トルコ (Türkiye Top 20)                    | 9         |
| UK シングルス (OCC)                        | 10        |
| US Billboard Hot 100                       | 14        |
| US Billboard Hot Digital Songs             | 4         |
| US Hot R&B/Hip-Hop Songs (Billboard)       | 6         |

| チャート (1983)                                       | 順位 |
| ----------------------------------------------------- | ---- |
| オーストラリア (ケント・ミュージック・レポート)       | 4    |
| オーストリア (Ö3 Austria Top 40)                      | 9    |
| ベルギー (Ultratop 50 Flanders)                       | 4    |
| カナダ (RPM)                                          | 9    |
| フランス (IFOP)                                       | 6    |
| ドイツ (Official German Charts)                       | 11   |
| オランダ (Dutch Top 40)                               | 12   |
| オランダ (Single Top 100)                             | 13   |
| ニュージーランド (ニュージーランド・レコード産業協会) | 9    |
| 南アフリカ (Springbok Radio)                          | 15   |
| スイス (Schweizer Hitparade)                          | 7    |
| UK (Official Charts Company)                          | 8    |
| US Billboard Hot 100                                  | 2    |
| US Billboard Hot Black Singles                        | 2    |
| US Cash Box                                           | 3    |

| チャート (2006) | 順位 |
| --------------- | ---- |
| イギリス (OCC)  | 233  |

| チャート (2009)                  | 順位 |
| -------------------------------- | ---- |
| オランダ (Dutch Top 40)          | 85   |
| オランダ (Single Top 100)        | 56   |
| スウェーデン (Sverigetopplistan) | 39   |
| スイス (Schweizer Hitparade)     | 62   |
| UK Singles (OCC)                 | 178  |

| チャート (2022)        | 順位 |
| ---------------------- | ---- |
| Global 200 (Billboard) | 197  |

| チャート (1958–2021) | 順位 |
| -------------------- | ---- |
| US Billboard Hot 100 | 95   |

## 認定と売り上げ
| 国/地域                                                                                  | 認定             | 認定/売上数 |
| ---------------------------------------------------------------------------------------- | ---------------- | ----------- |
| オーストラリア (ARIA)                                                                    | 9× Platinum      | 630,000     |
| カナダ (Music Canada)                                                                    | 2× Platinum      | 200,000^    |
| デンマーク (IFPI Danmark)                                                                | 3× Platinum      | 270,000     |
| フランス (SNEP)                                                                          | Platinum         | 1,000,000*  |
| ドイツ (BVMI)                                                                            | Platinum         | 500,000     |
| イタリア (FIMI)                                                                          | 2× Platinum      | 140,000     |
| メキシコ (AMPROFON)                                                                      | Diamond+Platinum | 420,000     |
| ニュージーランド (RMNZ)                                                                  | Gold             | 7,500*      |
| スペイン (PROMUSICAE)                                                                    | 3× Platinum      | 180,000     |
| イギリス (BPI)                                                                           | Gold             | 500,000^    |
| イギリス (BPI)                                                                           | 3× Platinum      | 1,800,000   |
| アメリカ合衆国 (RIAA)                                                                    | Diamond          | 10,000,000  |
| 着信音                                                                                   |                  |             |
| 日本 (RIAJ) 着うたフル                                                                   | Gold             | 100,000*    |
| アメリカ合衆国 (RIAA) マスタートーン                                                     | Gold             | 500,000*    |
| * 認定のみに基づく売上数 · ^ 認定のみに基づく出荷枚数 · 認定のみに基づく売上数と再生回数 |                  |             |

## その他の影響
- 「Billie Jean」と言うキーワードはWanna Be Startin' Somethin'（アルバム「Thriller」に収録）にも登場している。
- 日本では同名で麻倉未稀がカバーし、アルバムに収録している[87]。